# Dinarthrum brueckmanni
Dinarthrum brueckmanni är en nattsländeart som beskrevs av Malicky och Chantaramongkol 1994. Dinarthrum brueckmanni ingår i släktet Dinarthrum och familjen kantrörsnattsländor. Inga underarter finns listade i Catalogue of Life.